# STS-58
STS-58 var Columbias 14. rumfærge-mission.
Opsendt 18. oktober 1993 og vendte tilbage den 1. november 1993.

## Besætning
- John Blaha (kaptajn)
- Richard Searfoss (pilot)
- Margaret Seddon (1. nyttelastspecialist)
- William McArthur (1. missionsspecialist)
- David Wolf (2. missionsspecialist)
- Shannon Lucid (3. missionsspecialist)
- Martin Fettman (2. nyttelastspecialist)

## Missionen
- Spacelab
- Landing

Hovedartikler: